# 拉德福 (維吉尼亞州)
拉德福（英語：Radford）是美國維吉尼亞州西部的一個獨立城市。成立於1892年。城名來紀念當地著名居民約翰·布萊爾·拉德福。拉德福大學位於此地。

## 外部連結
- City of Radford
- The Roanoke Times regional section （页面存档备份，存于）
- Radford News Journal -- newspaper site, poorly updated (December 2008 news in May 2009)[永久]

37°07′39″N 80°34′10″W / 37.127585°N 80.569523°W